# Ernst Schweninger

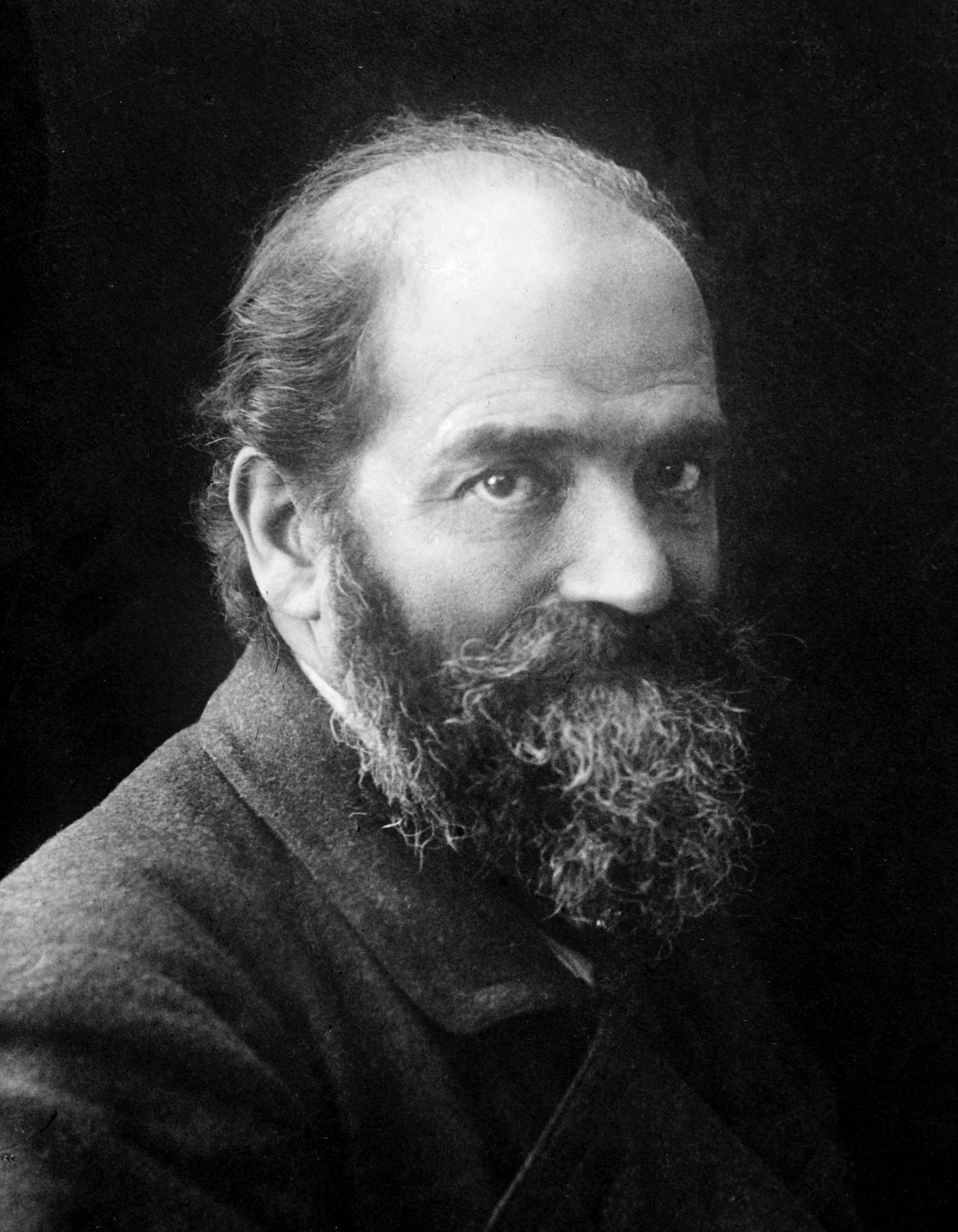
Ernst Schweninger

Ernst Schweninger, född 15 juni 1850 i Freystadt, Oberpfalz, död 13 januari 1924 i München, var en tysk läkare.
Schweninger var docent i patologisk anatomi och allmän patologi i München, då han lyckades återställa Otto von Bismarck från en ytterst svår sjukdom och blev i anledning därav e.o. professor i Berlin 1884. Hans patologisk-anatomiska, diagnostiska och terapeutiska avhandlingar utgavs samlade under titeln Gesammelte Arbeiten (1886). År 1886 anlade han i Heidelberg ett sanatorium, där sjukdomar av alla slag behandlades enligt hans kurmetoder.